# Église Saints-Cyrille-et-Méthode de Ljubljana
Pour les articles homonymes, voir Église Saints-Cyrille-et-Méthode.
L’église Saints-Cyrille-et-Méthode de Ljubljana (en slovène : Cerkev sv. Cirila en Metoda ; en serbe : Црква Светих Ћирила de Методија ou Crkva Svetih Cirila i Metodija) est la seule église orthodoxe serbe de la capitale slovène Ljubljana. C'est l'église orthodoxe serbe la plus importante de toute la Slovénie.

## Situation
L'église se trouve à l'ouest du centre-ville dans le parc Trubar (Trubarjev park), situé entre le parc Tivoli, la Galerie nationale de Slovénie (Narodna galerija) et le Musée d'art moderne (Moderna galerija).

## Histoire et description
L'église, nommée d'après les saints "apôtres slaves" Cyrille et Méthode, appartient à la région métropolitaine de Zagreb-Ljubljana de l'Église orthodoxe serbe.
L'église, construite en 1936, a été conçue par l'architecte Momir Korunović. Elle a cinq dômes, qui sont couronnés de croix d'or. L'intérieur est entièrement peint de fresques de Dragomir Jašović et Mišo Mladenović. L'iconostase a été réalisée par Mirko Šubic en 1940. Le Christ Pantocrator regarde vers le bas du plafond en forme de dôme, tandis que les apôtres sont dans les niches.
Ce n'est qu'en 2005 que l'église a été consacrée et officiellement ouverte par le patriarche serbe Pavle. Le président slovène Janez Drnovšek et le métropolite catholique romain Alojz Uran étaient également présents. Tomáš Špidlík a apporté des reliques de saint Athanase en provenance du Vatican pour montrer la solidarité des Églises romaine et orthodoxe.
Depuis 10 avril 2010, l'église est un monument culturel d'importance régionale.

## Liens web
- arie-travels.blogspot.de (anglais)